# Mike DeVito
Mike DeVito (født 10. juni 1984 i New York City, New York, USA) er en amerikansk football-spiller, der spiller som defensive end for NFL-holdet Kansas City Chiefs. Hans NFL-karriere startede i 2007, og tidligere har han repræsenteret New York Jets.

## Klubber
- 2007-: New York Jets